# Politikatörténeti Intézet
A Politikatörténeti Intézet (PTI) az állami intézményrendszeren kívül működő, kiemelten közhasznú kutatóhely. Elsődlegesen új- és jelenkori történeti és társadalomelméleti kutatásokkal foglalkozik, valamint nyilvános levéltárat és könyvtárat működtet. Ezek mellett tudományos és kulturális rendezvényeknek, konferenciáknak, előadásoknak, filmklubnak, kiállításoknak is otthont ad. Olyan baloldali szellemi műhely, amely elsősorban a széles értelemben vett társadalomkritikai gondolkodás megújítására, népszerűsítésére összpontosít.

## Történeti kutatások
A Politikatörténeti Intézet elsősorban Magyarország 19–20. századi történetével és a baloldali mozgalmak történetével foglalkozik. A kutatások részben az intézet tudományos projektjeinek keretében folynak, külső kutatók és fiatal ösztöndíjasok bevonásával, részben a munkatársak egyéni munkáiból állnak. Az intézet – és annak Tudományos Osztálya – mind a kutatások, mind a rendezvények szervezésében együttműködik más tudományos intézményekkel, illetve azok kutatóival.
Az intézet fő aktuális projektjei:
1. NEPOSTRANS – Negotiating post-imperial transitions: from remobilization to nation-state consolidation. A comparative study of local and regional transitions in post-Habsburg East and Central Europe (Posztimperiális átmenetek tárgyalása: a remobilizációtól a nemzetállami konszolidációig. Helyi és regionális átmenetek összehasonlító elemzése a Habsburg Birodalom utáni Kelet- és Közép-Európában)
European Research Council (ERC) Consolidator Grant kutatói pályázat, 2018–2022
Kutatásvezető: Egry Gábor (főigazgató)
2. Nyugati hatások és transzferek a magyar kultúrában és társadalomtudományokban az 1970-es és 1980-as években
OTKA FK (fiatal kutatói) pályázat, 2017–2021
Kutatásvezető: Takács Róbert
Az intézet kutatási témái között szerepel(t) többek között: baloldali mozgalmak története; munkástörténet; Kádár-korszak bel- és külpolitikája; kisebbségtörténet; Tanácsköztársaság; sajtó- és médiatörténet; kulturális transzferek története; hadifoglyok és emigránsok; választástörténet; nyitott/zárt Magyarország; nőtörténet; értelmiségtörténet; 1945 a magyar és a nemzetközi történelemben; desztalinizáció; 1956; 1968; rendszerváltás története. 2000-től az intézetben Budapest-történeti Műhely is működött, amely számos főváros történetével foglalkozó könyvet adott ki a Napvilág Kiadóval együttműködésben.

## Múltunk folyóirat
A Politikatörténeti Intézet tudományos folyóirata a Múltunk. A negyedévente megjelenő lap fő profilja a modern kori magyar és egyetemes történelem, egyúttal nyitott társadalom-, irodalom- és eszmetörténeti jellegű írások irányában is. Rendszeresen tematikus számokkal jelentkezik, ám emellett külön tanulmányokat is közöl és bemutatja, bírálja a hazai és nemzetközi történettudomány friss eredményeit. Célja, hogy új kutatási eredmények gyors közreadásával segítse a történelem oktatását, a történettudomány szakmai követelményeinek eleget téve árnyaltan, hitelesen mutassa be Magyarország és Európa történelmét, valamint fórumot teremtsen a tudományos vitáknak a szakmát foglalkoztató kérdésekben.
A Múltunk jelenlegi felelős szerkesztője Takács Róbert.

## Társadalomelméleti Műhely
Az intézetben a társadalomelméleti kutatások szervezett formában 2002 őszén indultak meg, a Társadalomelméleti Kutatócsoport felállításával, amelynek vezetője Andor László volt. A PTI Társadalomelméleti Műhelye (PTI TEM) jelenlegi formájában 2015-ben jött létre ösztöndíjas kutatókkal. A Műhely célja a hazai társadalomelméleti, társadalomkritikai gondolkodáshoz, valamint a baloldali tudományos, közéleti diskurzushoz való hozzájárulás. A kutatói foglalkoznak többek között ideológiákkal, poszt-marxizmussal, politikai gazdaságtannal, demokráciaelmélettel, populizmussal, ökopolitikával, a művészet és az emancipáció kapcsolatával, társadalmi igazságossággal és szolidaritással, nacionalizmussal. A Műhely rendszeresen szervez beszélgetéseket és közéleti vitákat, együttműködve más társadalomkritikai műhelyekkel, valamint könyvsorozatot ad ki a Napvilág Kiadóval együttműködésben.
A TEM koordinátora Antal Attila, kutatóként dolgozik Kiss Viktor. Az elmúlt években 17 ösztöndíjas végzett kutatómunkát a műhelyben.

## Könyvtár és levéltár
Az intézet keretein belül működik a Politikatörténeti és Szakszervezeti Levéltár, valamint a Könyvtár.
A levéltár 1995 óta hivatalosan bejegyzett nyilvános magánlevéltár. Saját kutatási szabályzata alapján teszi lehetővé a levéltári kutatást, szükség szerint tájékoztatást nyújt és adatokat szolgáltat.
Tradicionálisan gyűjti és őrzi a magyar politikai baloldal történeti dokumentumait a 19.századtól napjainkig. Igyekszik felkutatni a jelenkornak a magániratok körébe tartozó maradandó értékű forrásait, különös tekintettel a rendszerváltás időszakára. Nyitott mindazon pártok, szervezetek, egyesületek, illetve magánszemélyek előtt, akik a levéltárban kívánják elhelyezni irataikat.
A levéltár számos, egyedülálló gyűjteménnyel rendelkezik: Pártok; Szakszervezetek, munkás- és baloldali szervezetek, mozgalmak; Személyi gyűjtemények, visszaemlékezések; Röpiratgyűjtemény; Külföldi közgyűjteményekből származó magyar vonatkozású iratmásolatok.
A Politikatörténeti Intézet Könyvtára nyilvános tudományos szakkönyvtár, amely gyűjti, rendszerezi, nyilvántartja, tárolja és a kutatók rendelkezésére bocsátja a politikatörténet, politikatudomány elméleti szakirodalmát, szakkönyveit, szakfolyóiratait, Magyarország új- és legújabb kori történetének válogatott szakirodalmát, az új- és legújabb kori egyetemes történet magyar nyelvű önálló kiadványait, a Magyarországon működő pártok és politikai szervezetek kiadványait.

## Tudományos népszerűsítés
Az intézet az alapfeladatain túl a tudományos eredmények népszerűsítésében is szerepet vállal. 2005 óta működik az Anno Filmklub sorozata, amelynek különböző témákat körbejáró évadaiban történészek, szociológusok, filmesztéták közreműködésével elemzik a filmalkotásokat és azok történelmi, társadalmi hátterét. Az intézet munkatársai emellett műhelybeszélgetések és havi rendszerességgel jelentkező rádióműsorok során közvetítik a történetírás legújabb eredményeit a szélesebb közönség felé. A Kulturális Örökség Napjain rendszeresen megnyíló épület az elmúlt években számos kiállításnak is otthon adott, amelyek a fotóművészettől a festészetig, a karikatúráktól a memoárokig, változatos módon mutatták be a 20. századot. Magyarország modernkori történelméről külön előadás-sorozat indult olyan neves tudósok közreműködésével, mint Ormos Mária, Romsics Ignác, Ferge Zsuzsa vagy Komoróczy Géza. A 2008–2018 között szinte évente szervezett komplex középiskolai történelemversenyek pedig a középiskolás korosztály történelmi ismereteinek elmélyítésében nyújtottak segítséget magyarországi és határon túli iskolák számára.

## Az intézet története
A Politikatörténeti Intézet 1990 nyarán jött létre a Párttörténeti Intézet átalakulásával. Első igazgatója Balogh Sándor volt, majd 1991-től 2016-ig Földes György vezette az intézetet. Jelenlegi főigazgatója Egry Gábor (2017–).
Az intézetet a rendszerváltáskor létrehozott Politikatörténeti Alapítvány (PTA) működteti. Az alapítványt 1990 őszén hozta létre a Magyar Szocialista Párt, és a Fővárosi Bíróság november 11-én vette nyilvántartásba. Kuratóriumának elnöke Balogh Sándor, tagjai Berend T. Iván, Orosz István, Pozsgay Imre, Schlett István, titkára Földes György volt. A PTA 1991 elején kapta meg az intézet feletti jogosítványokat. Az alapítvány 1995-ben önálló könyvkiadót is létrehozott Napvilág Kiadó néven. A PTA kuratóriumának elnöke Balogh Sándor után Orosz István (2004–2015), majd Bayer József (2015–) lett. Az alapítvány és intézet történetének kronológiáját részletesen lásd itt.
A rendszerváltás idején a Párttörténeti Intézet folyóirata, a Párttörténeti Közlemények is átalakult, és 1989-től Múltunk címen jelent meg. A Múltunk alapító felelős szerkesztője Sipos Levente volt, őt Sipos Balázs (2005–2007), Egry Gábor (2008–2015), majd Takács Róbert (2016–) követte.
2010 óta a magyar kormány igyekszik ellehetetleníteni a Politikatörténeti Intézet működését. A kutatóhely nem kap állami támogatást, a levéltárában őrzött anyagok jelentős részét kártalanítás nélkül államosították, majd az intézetet 2021 elején jogtalan használattal vádolva kirakták az általa használt épületből.

## Székháza
A Politikatörténeti Intézet (PTI) 2021. január 20-ig a Kossuth téren, az Alkotmány u. 2. szám alatt működött. Az épület eredetileg az Igazságügyi palota volt, amelyet Hauszmann Alajos tervei alapján építettek 1891–1893 között neoklasszicista stílusban. 1945-ig itt működött a Budapesti Királyi Ítélőtábla, a Királyi Főügyészség, a Koronaügyész Hivatala és a Magyar Királyi Kúria – utóbbi két intézmény helyezkedett el az épület Alkotmány utcai szárnyában. A főváros II. világháború végi ostroma alatt az épület súlyos sérüléseket szenvedett, több évig tartott az újjáépítése. 1952-től itt működött a Magyar Munkásmozgalmi Intézet, majd 1957-ben az épület kétharmad részét (a központi nagycsarnokkal együtt) a Magyar Nemzeti Galéria kapta használatba, míg az Alkotmány utcai szárnyat az MSZMP Párttörténeti Intézete kapta. 1973-ban az addig a Nemzeti Galéria által használt épületrészbe a Néprajzi Múzeum költözött.
A Politikatörténeti Intézet megalakulásától fogva használta az épület Alkotmány utcai szárnyát. 2012 óta nyilvános volt az a kormányzati terv, hogy az újjászervezett Kúriát költöztetik vissza az épületbe, a Néprajzi Múzeum és a PTI kiköltöztetésével. Az állam pert indított a PTI ellen, elvitatva az épülethasználati jogát, de azt első- és másodfokon is elvesztette. Végül felülvizsgálati kérelem után, 2018. november 26-án a Kúria felülbírálta a korábbi ítéleteket, és kimondta, hogy törölni kell a PTI javára két évtizeddel korábban a földhivatalnál bejegyzett használati jogot. Ugyanakkor alaptalannak találta és elutasította az állam kiürítésre irányuló keresetét, ezzel megerősítve azt, hogy az intézet jogszerűen, érvényben lévő szerződés alapján használta az épületrészét. Az állam és az intézet között több per volt folyamatban a kiürítés, illetve vagyoni ellentételezés ügyében. 2019 nyarán a Fővárosi Törvényszék gazdasági kollégiumának, majd a Fővárosi Ítélőtábla döntése szerint az állam egyoldalúan felmondhatta a PTI-vel kötött szerződését. 2020-ban a Kúria elutasította az ítélet felülvizsgálati kérelmét.
2020 októberében az intézet bejelentette, hogy egy Villányi úti, az MSZP-hez közeli alapítvány irodaházába költözik. Most már ez az új székhelye.